# 看護師等の人材確保の促進に関する法律
看護師等の人材確保の促進に関する法律（かんごしとうのじんざいかくほのそくしんにかんするほうりつ、平成4年6月26日法律第86号）は、看護師等の人材確保、潜在看護職員の復職支援、ナースセンターに関する日本の法律である。旧題は看護婦等の人材確保の促進に関する法律で、2001年の改正の際に改称された。
1992年（平成4年）6月26日に公布された。1992年（平成4年）の第123回国会に内閣提出法案として審議の結果、衆参両院の全会一致ににより成立した。
法案成立の背景には、当時の深刻な看護師不足があった。病床の増加・仕事量の増大に対応した看護師の求人難が大都市を中心に起こっていて、労働条件の改善が急務となっていた。大半を女性が占める職場において、産前産後の夜勤免除とそれに伴う未婚者の負担増加は、既婚者の就労継続意欲に重大な影響を及ぼしていた。それゆえ、有子看護師が退職しないで安心して夜勤ができるようにするための制度整備や潜在看護師の活用が唱えられていた。

## 構成
- 第一章　総則（第1条・第2条）
- 第二章　看護師等の人材確保の促進（第3条―第13条）
- 第三章　ナースセンター
  - 第一節　都道府県ナースセンター（第14条―第19条）
  - 第二節　中央ナースセンター（第20条―第22条）
- 第四章　雑則（第23条―第26条）
- 附則

## 目的等
この法律は、我が国における急速な高齢化の進展及び保健医療を取り巻く環境の変化等に伴い、看護師等の確保の重要性が著しく増大していることにかんがみ、看護師等の確保を促進するための措置に関する基本指針を定めるとともに、看護師等の養成、処遇の改善、資質の向上、就業の促進等を、看護に対する国民の関心と理解を深めることに配慮しつつ図るための措置を講ずることにより、病院等、看護を受ける者の居宅等看護が提供される場所に、高度な専門知識と技能を有する看護師等を確保し、もって国民の保健医療の向上に資することを目的とする（第1条）。
この法律において、
- 「看護師等」とは、保健師、助産師、看護師及び准看護師をいう（第2条1項）。
- 「病院等」とは、病院、診療所、助産所、介護老人保健施設及び指定訪問看護事業を行う事業所をいう（第2条2項）。
- 「病院等の開設者等」とは、病院、診療所、助産所及び介護老人保健施設の開設者並びに指定訪問看護事業を行う者をいう（第2条3項）。

## 基本方針
厚生労働大臣及び文部科学大臣（文部科学大臣にあっては、2.に掲げる事項に限る。）は、看護師等の確保を促進するための措置に関する基本的な指針（基本指針）を定めなければならない（第3条1項）。この規定に基づき、現在「看護婦等の確保を促進するための措置に関する基本的な指針」（平成4年12月25日文部省／厚生省／労働省告示第1号）が定められている。基本指針に定める事項は、次のとおりとする（第3条2項）。
1. 看護師等の就業の動向に関する事項
2. 看護師等の養成に関する事項
3. 病院等に勤務する看護師等の処遇の改善（国家公務員及び地方公務員である看護師等に係るものを除く。第4条1項及び第5条1項において同じ。）に関する事項
4. 研修等による看護師等の資質の向上に関する事項
5. 看護師等の就業の促進に関する事項
6. その他看護師等の確保の促進に関する重要事項

## 関係者の責務
国は、看護師等の養成、研修等による資質の向上及び就業の促進並びに病院等に勤務する看護師等の処遇の改善その他看護師等の確保の促進のために必要な財政上及び金融上の措置その他の措置を講ずるよう努めなければならない。国は、看護師等の処遇の改善に努める病院等の健全な経営が確保されるよう必要な配慮をしなければならない。国は、広報活動、啓発活動等を通じて、看護の重要性に対する国民の関心と理解を深め、看護業務に対する社会的評価の向上を図るとともに、看護に親しむ活動（傷病者等に対しその日常生活において必要な援助を行うこと等を通じて、看護に親しむ活動をいう。以下同じ。）への国民の参加を促進することに努めなければならない（第4条1~3項）。
地方公共団体は、看護に対する住民の関心と理解を深めるとともに、看護師等の確保を促進するために必要な措置を講ずるよう努めなければならない（第4条4項）。
病院等の開設者等は、病院等に勤務する看護師等が適切な処遇の下で、その専門知識と技能を向上させ、かつ、これを看護業務に十分に発揮できるよう、病院等に勤務する看護師等の処遇の改善、新たに業務に従事する看護師等に対する臨床研修その他の研修の実施、看護師等が自ら研修を受ける機会を確保できるようにするために必要な配慮その他の措置を講ずるよう努めなければならない。病院等の開設者等は、看護に親しむ活動への国民の参加を促進するために必要な協力を行うよう努めなければならない（第5条）。
看護師等は、保健医療の重要な担い手としての自覚の下に、高度化し、かつ、多様化する国民の保健医療サービスへの需要に対応し、研修を受ける等自ら進んでその能力の開発及び向上を図るとともに、自信と誇りを持ってこれを看護業務に発揮するよう努めなければならない（第6条）。
国民は、看護の重要性に対する関心と理解を深め、看護に従事する者への感謝の念を持つよう心がけるとともに、看護に親しむ活動に参加するよう努めなければならない（第7条）。
- 「看護に親しむ活動」について、看護の重要性に関する国民の関心と理解を深め、看護業務に対する社会的評価を図るため、広報活動、普及活動等の事業が看護の日を中心として行われてきているが、こうした中で一日看護師体験事業など看護に親しむ活動も行われている、こうした国民の参加を求めて看護に親しむ活動を進めるためには医療機関の理解と協力も求められるので、関係方面への周知等もお願いする（平成4年10月21日健政発第676号、職発第714号、文高医第299号）。

国及び都道府県は、看護師等の確保を図るため必要があると認めるときは、病院等の開設者等に対し、基本指針に定める事項について必要な指導及び助言を行うものとする（第8条）。
公共職業安定所は、就業を希望する看護師等の速やかな就職を促進するため、雇用情報の提供、職業指導及び就職のあっせんを行う等必要な措置を講ずるものとする（第10条）。
- 看護師等の確保を進めるため、公共職業安定所のうち看護師等の確保の拠点となる安定所を都道府県に一カ所「福祉重点公共職業安定所」として指定し、看護師等を対象とした職業紹介機能を強化することにより、就業の援助や事業主に対する雇用管理改善のための指導等を実施することとするものである（平成4年10月21日健政発第676号、職発第714号、文高医第299号）。

## 看護師等就業協力員
都道府県は、社会的信望があり、かつ、看護師等の業務について識見を有する者のうちから、看護師等就業協力員を委嘱することができる。看護師等就業協力員は、都道府県の看護師等の就業の促進その他看護師等の確保に関する施策及び看護に対する住民の関心と理解の増進に関する施策への協力その他の活動を行う（第11条）。
- 地域に密着した看護師等の就業促進対策や看護に関する啓発を進めるために、都道府県の看護師確保に関する施策への協力等の活動を行うものとして看護師等就業協力員制度が導入されたものであり、こうした制度も積極的に活用しながら地域の実情に応じた看護師確保対策を進めて行くことが望まれる。看護師等就業協力員の具体的な活用方法、活動内容等は地域の実情を踏まえ工夫していくことが求められるものであるが、看護師等就業協力員に期待される役割としては、都道府県ナースセンター、安定所等の活動とも連携を図りながら、再就業の希望を持つ看護師等に対する就業相談や就業している看護師等に対する仕事に関する相談を行うことや、看護の日における行事への協力など看護に関する住民の理解と関心を深めるための事業への協力などが考えられる。看護師等就業協力員としては、看護団体関係者、医療機関等における看護業務に理解の深い者、看護師等養成所関係者、看護関係行政経験者などが考えられるが、その地域の実情、活動内容等を考慮しながら委託することが適当である（平成4年10月21日健政発第676号、職発第714号、文高医第299号）。

## 看護師等確保推進者の設置
次の各号のいずれかに該当する病院の開設者は、当該病院に看護師等確保推進者を置かなければならない（第12条1項）。
1. その有する看護師等の員数が、医療法第21条1項1号の規定に基づく都道府県の条例の規定によって定められた員数を著しく下回る病院として厚生労働省令で定めるもの
  - 「厚生労働省令で定めるもの」とは、その有する看護師等の員数が、医療法第21条3項の厚生労働省令で定める基準に従い都道府県が条例で定める員数の7割に満たない病院とする（施行規則第1条）。
2. その他看護師等の確保が著しく困難な状況にあると認められる病院として厚生労働省令で定めるもの

- 看護師等が著しく不足している病院については、看護師等確保対策を進めるために看護師等確保推進者を置くこととされている。この看護師等確保推進者を置かなければならない病院については、病院自身の看護師等の確保についての積極的取組みが必要であるが、これと合わせて、都道府県ナースセンターがその支援を行うことも重要である（平成4年10月21日健政発第676号、職発第714号、文高医第299号）。
- 「7割に満たない」とは、月平均入院及び外来患者数により算定される標準看護師等数で月末在職看護師等数を除した数が、0.7未満となる月が3月連続している状態を意味するものであること（平成4年10月21日指第74号・看第33号）。

看護師等確保推進者は、病院の管理者を補佐し、看護師等の配置及び業務の改善に関する計画の策定その他看護師等の確保に関する事項を処理しなければならない（第12条2項）。
医師、歯科医師、保健師、助産師、看護師その他看護師等の確保に関し必要な知識経験を有する者として政令で定めるものでなければ、看護師等確保推進者となることができない（第12条3項）。「政令で定めるもの」とは、准看護師又は看護師等確保推進者を置かなければならない病院において業務に従事する者のうち都道府県知事が看護師等の確保に関し必要な知識経験を有し、かつ、適当な者であると認定したものとする（施行令第1条）。
- 看護師等確保推進者は当該病院の看護体制、看護業務に関する理解の深い者から選任することが適当であり、看護師等に関する知識経験を有するとして都道府県知事が適当と認める者としては、看護業務に関する理解の深い事務担当職員が考えられる（平成4年10月21日健政発第676号、職発第714号、文高医第299号）。

病院の開設者は、看護師等確保推進者を置いたときは、その日から30日以内に、当該病院の所在地を管轄する都道府県知事に、その看護師等確保推進者の氏名その他厚生労働省令で定める事項を届け出なければならない。看護師等確保推進者を変更したときも、同様とする（第12条4項）。この届出には、看護師等確保推進者が第12条3項に掲げる者のいずれかに該当することを証する書面を添えなければならない（施行規則第2条2項）。届出は、「7割に満たない」状態に至ったと認められるときは、速やかに行うべきものであるが、毎月の病院報告と併せて提出するものとする（平成4年10月21日指第74号・看第33号）。「厚生労働省令で定める事項」は以下の通り（施行規則第2条1項）。
- 開設者の住所及び氏名（法人であるときは、その名称及び主たる事務所の所在地）
- 病院の名称及び所在地
- 病院の病床の種別ごとの病床数及び看護師等の員数
- 看護師等確保推進者の住所及び生年月日
- 看護師等確保推進者が第12条3項に掲げる者のいずれかに該当する旨
- 看護師等確保推進者を置いた年月日又は変更した年月日

都道府県知事は、看護師等確保推進者が職務を怠った場合であって、当該看護師等確保推進者に引き続きその職務を行わせることが適切でないと認めるときは、病院の開設者に対し、期限を定めて、その変更を命ずることができる（第12条5項）。
- 「引き続きその職務を行わせることが適切でないと認めるとき」とは、看護師等確保推進者が、都道府県知事の指導助言にもかかわらず看護師等の配置及び業務の改善に関する計画の策定を行わない場合、及び都道府県知事の指導助言にもかかわらずナースセンター及び安定所に協力を求めない場合であること（平成4年10月21日健政発第676号、職発第714号、文高医第299号）。

## ナースセンター
都道府県知事は、看護師等の就業の促進その他の看護師等の確保を図るための活動を行うことにより保健医療の向上に資することを目的とする一般社団法人又は一般財団法人であって、業務を適正かつ確実に行うことができると認められるものを、その申請により、都道府県ごとに一個に限り、都道府県ナースセンターとして指定することができる（第14条1項）。
厚生労働大臣は、都道府県センターの業務に関する連絡及び援助を行うこと等により、都道府県センターの健全な発展を図るとともに、看護師等の確保を図り、もって保健医療の向上に資することを目的とする一般社団法人又は一般財団法人であって、業務を適正かつ確実に行うことができると認められるものを、その申請により、全国を通じて一個に限り、中央ナースセンターとして指定することができる（第20条）。